# 拉姆西 (明尼蘇達州毛爾縣)
拉姆西（英語：Ramsey）是位於美國明尼蘇達州毛爾縣蘭辛鎮區的一個非建制地區。

## 歷史
拉姆西的郵局於1874年設立，但於翌年便停運。此地得名自明尼蘇達領地首任總督亞歷山大·拉姆西。

## 地理
拉姆西所處的海拔為高於海平面371米（即1217英呎），而該地所採用的時區為UTC-6，即北美中部時區（CST）。同時該地設有夏令時間，為UTC-6調快一小時，即UTC-5（CDT）。